# Balschtespitze
Die Balschtespitze ist ein 2498 m ü. A. hoher Nebengipfel im Westgrat der Kreuzkarspitze in den Allgäuer Alpen.

## Lage und Umgebung
Die Balschtespitze und der 2390 m ü. A. hohe Balschteturm, ein weiter Nebengipfel im nach Süden abzweigenden Grat, liegen in der westlichen Hornbachkette.
Referenzgipfel (Line Parent) und zugleich Dominanzbezug ist die Kreuzkarspitze.